# Douglas BTD Destroyer
Douglas BTD Destroyer – amerykański, pokładowy samolot bombowo-torpedowy opracowany na początku lat 40. XX wieku przez firmę Douglas Aircraft Company. Samolot był zmodernizowaną, jednoosobową wersją bombowca nurkującego Douglas SB2D.

## Historia

### Geneza
29 stycznia 1942 roku Dyrektor ds. Planowania i Szef Działu Inżynieryjnego marynarki (Director of Planning and the Head of Engineering) zlecił Bureau of Aeronautics (Biuro Aeronautyki US Navy) zastąpienie na pokładach lotniskowców dwumiejscowych samolotów rozpoznawczo-bombowych (VSB) jednomiejscowymi maszynami bombowo-torpedowymi (VBT), a dotychczasowych trzymiejscowych samolotów torpedowo-bombowych (VTB), również trzymiejscowymi samolotami torpedowo-bombowymi, ale przystosowanymi do wypełniania zadań rozpoznawczych (VTSB). W tym celu Bureau of Aeronautics zwróciło się do kilku wytwórni o przedstawienie wstępnych projektów jednomiejscowych, pokładowych samolotów typu VBT, a 7 września 1943 roku podjęło decyzję, aby seryjny SB2D (oznaczony jako SB2D-1) przekształcić w jednomiejscową wersję torpedowo-bombową. Było to o tyle prostsze, że samolot pomimo tego, że zawiódł całkowicie jako pokładowy bombowiec, znalazł się już w produkcji seryjnej. Jedyną możliwością uratowania zaangażowanych w jego projekt i budowę sił i środków było zmodyfikowanie samolotu do wersji jednomiejscowej.

### Projekt

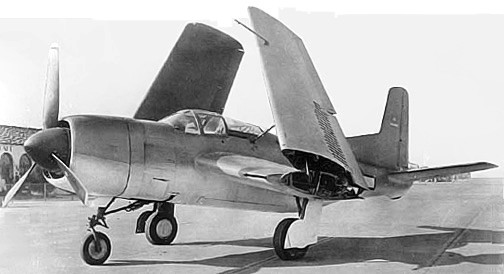
BTD Destroyer ze złożonymi skrzydłami

Do przebudowy został wyznaczony egzemplarz seryjny SB2D-1 o numerze BuNo 04959. Usunięto obydwie wieżyczki strzeleckie, system przeciwoblodzeniowy oraz kabinę strzelecką, a otwór po owiewce zakryto blachą. Na grzbiecie kadłuba, w celu polepszenia stateczności maszyny, przed usterzeniem pionowym zamontowano dużą płetwę grzbietową. Nowa konstrukcja otrzymała oznaczenie BTD Destroyer. Gotowy prototyp XBTD-1 rozpoczął próby w powietrzu 15 grudnia 1943 roku. Samolot zachowywał się w locie lepiej niż swój poprzednik, jednak nie był wolny od poważnych wad. Próby przeprowadzone przez marynarkę w Naval Air Station Patuxent River wykazały, że samolot nadal ma problemy ze statecznością wzdłużną podczas podchodzenia do lądowania. Było to o tyle istotne, że maszyny miały operować z pokładu lotniskowców, gdzie wietrzna pogoda zakłócająca lądowanie samolotów była na porządku dziennym. W takich warunkach nieefektywnie działał równie ster kierunku, powiększenie jego powierzchni poprzez zwiększenie jego cięciwy nie poprawiło istotnie sytuacji. Samolot miał również poważną wadę, która była przyczyną fiaska budowy wersji SB2D – zbyt duży rozbieg, co eliminowało go z pokładów lotniskowców. Sytuacji nie zmieniło zainstalowanie czterołopatowego śmigła Curtiss Elektric. Próba uratowania rozpoczętej już praktycznie produkcji seryjnej SB2D-1, zmodernizowaniem maszyn do wersji BTD-1, zakończyła się fiaskiem i wybudowano zaledwie 28 samolotów seryjnych.

### BTD-2
Jeszcze jednym wariantem mającym poprawić osiągi maszyny, umożliwiając jej tym samym efektywne wykonywanie zadań z pokładu lotniskowców, był samolot, w którym zamontowano napęd hybrydowy. Obok standardowego silnika gwiazdowego, zastosowano również silnik turboodrzutowy Westinghouse J30 ze sprężarką osiową zamontowany w tyle kadłuba. Pierwszy lot tak zmodyfikowanej wersji odbył się w maju 1944 roku. Napęd odrzutowy znacząco nie poprawił osiągów maszyny, a skomplikował obsługę samolotu.

## Konstrukcja
Destroyer był wolnonośnym, jednoosobowym, całkowicie metalowym średniopłatem. Trójpodporowe, chowane podwozie z przednim podparciem. Do napędu użyto 18-cylindrowego, chłodzonego powietrzem silnika Wright R-3350-14 w układzie podwójnej gwiazdy napędzającego trójłopatowe śmigło o zmiennym skoku. Usterzenie klasyczne, składane skrzydła w celu możliwości hangarowania samolotu na pokładach lotniskowców.

## Uzbrojenie
Samolot uzbrojony był w dwa działka kalibru 20 mm zamontowane w skrzydłach. Mógł przenosić do 1451 kg bomb lub dwie torpedy w komorze bombowej.